# رایدو ویلرس
رایدو ویلرس (استونیایی: Raido Villers؛ زادهٔ ۲۸ نوامبر ۱۹۸۲) بازیکن بسکتبال اهل استونی است.
از باشگاه‌هایی که در آن بازی کرده‌است می‌توان به باشگاه بسکتبال راکوره تارواس اشاره کرد.